# Quinta
Quinta (łac. „piąty”) – anonimowy przekład Biblii hebrajskiej na język grecki. Zgodnie ze świadectwem samego Orygenesa, przekład ten uzupełniał Hexaplę, ale tylko w niektórych księgach. Nazwa Quinta (Piąty) nawiązuje do czterech wcześniejszych przekładów na język grecki: Septuaginty, Akwili, Teodocjona i Symmachusa. 
Quinta obejmowała Księgę Psalmów, Hioba, Przysłów, Pieśń nad pieśniami, jak również Pentateuch i 2 Królewską. Francis Burkitt uważał, że w 2 Królewskiej Quinta prawdopodobnie zawierała kolekcję wariantów tekstu odrzuconych z Septuaginty. 

## Sexta
Orygenes wymienia również Sextę (łac. „szósty”), szóste tłumaczenie na język grecki. Sexta podobnie jak Quinta była tłumaczeniem anonimowym. Wraz z Quintą uzupełniła Heksaplę w siódmej i ósmej kolumnie.  Przekład ten zawierał Księgę Wyjścia, 1 Królewską, Psalmy, Hioba, Pieśń nad pieśniami, Amosa oraz Habakuka.

## Septima
Euzebiusz oraz Hieronim wspominają jeszcze o istnieniu siódmego przekładu na język grecki, również anonimowego, nazwanego Septimą (łac. „siódmy”). Jednak charakter tego przekładu nie jest znany. Być może była to fragmentaryczna wersja zbioru różnych wariantów tekstu głównie lub wyłącznie w Psalmach, który został odrzucony przez późniejszych redaktorów Hexapli.

## Wpływ na Hexaplę
Obecność tych trzech anonimowych wersji greckich w Hexaplii powodowała, że każda jej kolumna musiała być bardzo wąska. Wersje te wskazują, że w rzeczywistości pierwsza kolumna zawierała jedno lub co najwyżej dwa hebrajskie słowa. Dokładnie w tej samej linii, w sąsiedniej kolumnie  znajdowała się transliteracji tekstu hebrajskiego a dalszych kolumnach różne greckie odpowiedniki na tym samym poziomie co tekst hebrajski. Takie rozwiązanie wymuszało czasem naturalne przesunięcie greckich słów nie zgodnie z ich właściwą kolejnością w tekście hebrajskim. Układ ten sprawiał, że Hexpla musiała być dziełem o olbrzymiej objętości. Henry Swete szacuje, że Hexapla musiała zawierać 3250 kart czyli 6500 stron, a według Eberharda Nestle musiało to być około 6000 kart.